# Prem'er-Liga 2022-2023
La Prem'er-Liga 2022-2023 è stata la trentunesima edizione della massima serie del campionato russo di calcio dopo la dissoluzione dell'Unione Sovietica e la ventesima edizione sotto l'attuale denominazione. Si è svolta dal 15 luglio 2022 al 3 giugno 2023. Lo Zenit San Pietroburgo, già campione in carica, si è confermato vincitore per la nona volta nella sua storia.

## Stagione

### Novità
Nella stagione 2021-2022 sono retrocesse in PFN Ligi Ufa, Rubin e Arsenal Tula. Dalla PFN Ligi 2021-2022 sono stati promossi Torpedo Mosca, primo classificato, Fakel Voronež, secondo classificato e Orenburg, terzo classificato.
Il Nižnij Novgorod ha cambiato denominazione in Pari Nižnij Novgorod per ragioni di sponsorizzazione.

### Formula
Le sedici squadre partecipanti si affrontano in un girone all'italiana con partite di andata e ritorno per un totale di 30 giornate. La prima classificata al termine della stagione regolare è designata campione di Russia e ammessa alla fase a gironi della UEFA Champions League 2023-2024, mentre la squadra seconda classificata è ammessa al terzo turno di qualificazione. La squadra terza classificata viene ammessa al terzo turno di qualificazione della UEFA Europa Conference League 2023-2024, mentre la quarta viene ammessa al secondo turno di qualificazione. La squadra vincitrice della Coppa di Russia viene ammessa alla Fase a gironi della UEFA Europa League 2023-2024. Le ultime due classificate sono retrocesse in Pervenstvo Futbol'noj Nacional'noj Ligi, mentre tredicesima e quattordicesima classificate vengono ammesse agli spareggi promozione/retrocessione contro terza e quarta classificate della PFN Ligi per due posti in massima serie.

### Avvenimenti
Per la seconda stagione consecutiva la UEFA ha bandito le formazioni russe dalle competizioni europee, a seguito dell'invasione russa dell'Ucraina del 2022.

## Squadre partecipanti
| Club                   | Stagione | Città           | Stadio                 | Stagione precedente       |
| ---------------------- | -------- | --------------- | ---------------------- | ------------------------- |
| Achmat Groznyj         | dettagli | Groznyj         | Achmat-Arena           | 7º posto in Prem'er-Liga  |
| Chimki                 | dettagli | Chimki          | Arena Chimki           | 13º posto in Prem'er-Liga |
| CSKA Mosca             | dettagli | Mosca           | Arena CSKA             | 5º posto in Prem'er-Liga  |
| Dinamo Mosca           | dettagli | Mosca           | VTB Arena              | 3º posto in Prem'er-Liga  |
| Fakel Voronež          | dettagli | Voronež         | Stadio Centrale        | 2º posto in PFN Ligi      |
| Krasnodar              | dettagli | Krasnodar       | Stadio FC Krasnodar    | 4º posto in Prem'er-Liga  |
| Kryl'ja Sovetov Samara | dettagli | Samara          | Samara Arena           | 8º posto in Prem'er-Liga  |
| Lokomotiv Mosca        | dettagli | Mosca           | RŽD Arena              | 6º posto in Prem'er-Liga  |
| Orenburg               | dettagli | Orenburg        | Stadio Gazovik         | 3º posto in PFN Ligi      |
| Pari Nižnij Novgorod   | dettagli | Nižnij Novgorod | Stadio Nižnij Novgorod | 11º posto in Prem'er-Liga |
| Rostov                 | dettagli | Rostov sul Don  | Rostov Arena           | 9º posto in Prem'er-Liga  |
| Soči                   | dettagli | Soči            | Stadio Olimpico Fišt   | 2º posto in Prem'er-Liga  |
| Spartak Mosca          | dettagli | Mosca           | Otkrytie Arena         | 10º posto in Prem'er-Liga |
| Torpedo Mosca          | dettagli | Mosca           | Stadio Lužniki         | 1º posto in PFN Ligi      |
| Ural                   | dettagli | Ekaterinburg    | Stadio Centrale        | 12º posto in Prem'er-Liga |
| Zenit San Pietroburgo  | dettagli | San Pietroburgo | Stadio San Pietroburgo | Campione di Russia        |

## Allenatori e primatisti
| Squadra                | Allenatore | Giocatore più presente                                     | Capocannoniere                                  |
| ---------------------- | --- | ---------------------------------------------------------- | ----------------------------------------------- |
| Achmat Groznyj         | Andrej Talalaev (1ª-9ª) Evgenij Kukuljak (10ª) Sergej Tašuev (11ª-30ª)                                                    | Giorgi Šelija (30)                                         | Mohamed Konaté (11)                             |
| Chimki                 | Sergej Juran (1ª-4ª) Nikolaj Pisarev (5ª-7ª) Spartak Gogniev (8ª-21ª) Rinat Biljaletdinov (22ª) Andrej Talalaev (23ª-30ª) | Aleksandr Dolgov, Aleksandr Rudenko (25)                   | Butta Magomedov (5)                             |
| CSKA Mosca             | Vladimir Fedotov | Fëdor Čalov (30)                                           | Fëdor Čalov (19)                                |
| Dinamo Mosca           | Slaviša Jokanović (1ª-27ª) Pavel Alpatov (28ª-30ª)                                                                        | Dmitrij Skopincev (29)                                     | Fëdor Smolov (10)                               |
| Fakel Voronež          | Oleg Vasilenko (1ª-8ª) Dmitrij Pjatibratov (9ª-25ª) Vadim Evseev (26ª-30ª)                                                | Roman Akbašev, Chyzyr Appaev, Georgij Gongadze (28)        | Georgij Gongadze (9)                            |
| Krasnodar              | Aleksandr Storožuk (1ª-17ª) Vladimir Ivić (18ª-30ª)                                                                       | Ėduard Spercjan (28)                                       | Jhon Córdoba (14)                               |
| Kryl'ja Sovetov Samara | Igor' Osin'kin | Roman Evgen'ev (29)                                        | Maksim Glušenkov (5)                            |
| Lokomotiv Mosca        | Josef Zinnbauer (1ª-12ª) Andrei Fyodorov (13ª-17ª) Michail Galaktionov (18ª-30ª)                                          | Nair Tiknizjan (29)                                        | Artëm Dzjuba, Wilson Isidor, Anton Mirančuk (8) |
| Orenburg               | Marcel Lička | Lucas Vera (27)                                            | Vladimir Pisarskij (14)                         |
| Pari Nižnij Novgorod   | Michail Galaktionov (1ª-17ª) Artëm Gorlov (18ª-21ª) Sergej Juran (22ª-30ª)                                                | Timur Sulejmanov, Ibrohimxalil Yo'ldoshev (28)             | Timur Sulejmanov (10)                           |
| Rostov                 | Valerij Karpin | Sergej Pes'jakov, Kirill Ščetinin, Aleksandr Siljanov (30) | Nikolaj Komličenko (10)                         |
| Soči                   | Vadim Garanin (1ª-17ª) Gurban Berdiýew (18ª-22ª) Dmitrij Chochlov (23ª-30ª)                                               | Artëm Makarčuk (29)                                        | Christian Noboa (11)                            |
| Spartak Mosca          | Guillermo Abascal | Daniil Denisov, Roman Zobnin (29)                          | Quincy Promes (20)                              |
| Torpedo Mosca          | Aleksandr Borodjuk (1ª-5ª) Nikolaj Kovardaev (6ª-12ª) Andrej Talalaev (13ª-20ª) Pep Clotet (21ª-30ª)                      | David Karaev (29)                                          | Il'ja Stefanovič (5)                            |
| Ural                   | Igor Shalimov (1ª-4ª) Evgenij Averjanov (5ª) Viktar Hančarėnka (6ª-30ª)                                                   | Il'ja Pomazun (29)                                         | Aleksandr Jušin Aleksej Kaštanov (5)            |
| Zenit San Pietroburgo  | Sergej Semak | Andrej Mostovoj (29)                                       | Malcom (23)                                     |

## Classifica finale
|                   | Pos. | Squadra                | Pt | G  | V  | N  | P  | GF | GS | DR  |
| ----------------- | ---- | ---------------------- | -- | -- | -- | -- | -- | -- | -- | --- |
| Russia (bandiera) | 1.   | Zenit San Pietroburgo  | 70 | 30 | 21 | 7  | 2  | 74 | 20 | +54 |
|                   | 2.   | CSKA Mosca             | 58 | 30 | 17 | 7  | 6  | 56 | 27 | +29 |
|                   | 3.   | Spartak Mosca          | 54 | 30 | 15 | 9  | 6  | 60 | 38 | +22 |
|                   | 4.   | Rostov                 | 53 | 30 | 15 | 8  | 7  | 48 | 44 | +4  |
|                   | 5.   | Achmat Groznyj         | 50 | 30 | 15 | 5  | 10 | 51 | 39 | +12 |
|                   | 6.   | Krasnodar              | 48 | 30 | 13 | 9  | 8  | 62 | 46 | +16 |
|                   | 7.   | Orenburg               | 46 | 30 | 14 | 4  | 12 | 58 | 55 | +3  |
|                   | 8.   | Lokomotiv Mosca        | 45 | 30 | 13 | 6  | 11 | 54 | 46 | +8  |
|                   | 9.   | Dinamo Mosca           | 45 | 30 | 13 | 6  | 11 | 49 | 45 | +4  |
|                   | 10.  | Soči                   | 38 | 30 | 11 | 5  | 14 | 37 | 54 | -17 |
|                   | 11.  | Ural                   | 36 | 30 | 10 | 6  | 14 | 33 | 45 | -12 |
|                   | 12.  | Kryl'ja Sovetov Samara | 32 | 30 | 8  | 8  | 14 | 32 | 45 | -13 |
|                   | 13.  | Pari Nižnij Novgorod   | 30 | 30 | 8  | 6  | 16 | 33 | 50 | -17 |
|                   | 14.  | Fakel Voronež          | 30 | 30 | 6  | 12 | 12 | 36 | 48 | -12 |
|                   | 15.  | Chimki                 | 18 | 30 | 4  | 6  | 20 | 25 | 67 | -42 |
|                   | 16.  | Torpedo Mosca          | 13 | 30 | 3  | 4  | 23 | 22 | 61 | -39 |

Legenda:
      Campione di Russia.
 Ammessa allo spareggio promozione-retrocessione.
      Retrocesse in Pervaja Liga 2023-2024.
Note:
Tre punti a vittoria, uno a pareggio, zero a sconfitta.
La classifica viene stilata secondo i seguenti criteri:
- Punti conquistati
- Punti conquistati negli scontri diretti
- Partite vinte negli scontri diretti
- Differenza reti negli scontri diretti
- Reti realizzate in trasferta negli scontri diretti
- Partite vinte
- Differenza reti generale
- Reti totali realizzate
- Reti totali realizzate in trasferta

## Risultati

### Tabellone
|                        | AGr  | Chi  | CSK  | Din  | Fak  | Kra  | KSS  | Lok  | Ore  | PNN  | Ros  | Soč  | Spa  | Tor  | Ura  | Zen  |
| ---------------------- | ---- | ---- | ---- | ---- | ---- | ---- | ---- | ---- | ---- | ---- | ---- | ---- | ---- | ---- | ---- | ---- |
| Achmat Groznyj         | –––– | 3-0  | 1-3  | 2-1  | 2-1  | 2-2  | 1-2  | 0-1  | 3-1  | 1-3  | 1-2  | 1-0  | 1-1  | 1-0  | 2-0  | 0-0  |
| Chimki                 | 1-3  | –––– | 1-2  | 0-1  | 0-0  | 0-6  | 0-0  | 0-3  | 2-0  | 3-0  | 0-1  | 0-2  | 1-1  | 4-2  | 0-3  | 1-1  |
| CSKA Mosca             | 4-2  | 3-0  | –––– | 1-1  | 4-1  | 4-1  | 4-0  | 1-1  | 2-1  | 0-1  | 4-1  | 3-0  | 2-2  | 3-0  | 2-0  | 1-0  |
| Dinamo Mosca           | 0-3  | 6-1  | 2-1  | –––– | 0-2  | 0-0  | 1-0  | 2-4  | 3-2  | 3-1  | 1-1  | 0-2  | 1-0  | 4-0  | 2-1  | 0-2  |
| Fakel Voronež          | 1-1  | 1-1  | 0-2  | 3-3  | –––– | 3-3  | 2-1  | 2-0  | 1-3  | 1-0  | 1-1  | 3-0  | 1-4  | 2-2  | 0-0  | 1-1  |
| Krasnodar              | 2-3  | 3-1  | 0-0  | 3-1  | 2-2  | –––– | 2-1  | 3-0  | 2-0  | 3-1  | 3-0  | 2-1  | 1-4  | 2-2  | 1-1  | 0-1  |
| Kryl'ja Sovetov Samara | 0-1  | 0-0  | 0-1  | 0-2  | 1-1  | 0-0  | –––– | 1-1  | 1-1  | 2-1  | 1-3  | 2-0  | 1-0  | 1-1  | 3-0  | 1-5  |
| Lokomotiv Mosca        | 1-2  | 5-1  | 0-1  | 1-3  | 1-0  | 3-2  | 1-1  | –––– | 5-1  | 1-1  | 2-2  | 3-0  | 1-2  | 3-1  | 2-4  | 1-2  |
| Orenburg               | 2-1  | 3-1  | 2-2  | 3-0  | 4-1  | 5-1  | 2-4  | 1-4  | –––– | 1-0  | 2-2  | 4-1  | 2-0  | 1-0  | 3-0  | 2-2  |
| Pari Nižnij Novgorod   | 3-2  | 2-0  | 2-2  | 2-2  | 3-1  | 0-2  | 2-1  | 0-4  | 0-2  | –––– | 3-4  | 4-0  | 1-2  | 0-3  | 0-0  | 0-3  |
| Rostov                 | 3-2  | 1-0  | 0-0  | 2-1  | 0-2  | 3-2  | 2-1  | 1-3  | 2-1  | 2-1  | –––– | 2-2  | 4-2  | 2-1  | 1-2  | 0-0  |
| Soči                   | 2-1  | 4-1  | 2-0  | 2-1  | 1-1  | 0-2  | 1-2  | 4-0  | 0-4  | 2-1  | 1-0  | –––– | 1-1  | 3-1  | 2-2  | 1-1  |
| Spartak Mosca          | 0-0  | 5-0  | 2-1  | 3-3  | 3-2  | 4-3  | 5-2  | 1-0  | 4-1  | 0-0  | 1-1  | 3-0  | –––– | 1-0  | 2-2  | 1-2  |
| Torpedo Mosca          | 1-5  | 1-3  | 1-0  | 0-3  | 2-0  | 1-4  | 0-2  | 0-1  | 1-3  | 0-0  | 0-1  | 1-3  | 1-2  | –––– | 0-1  | 0-2  |
| Ural                   | 1-2  | 2-1  | 1-2  | 0-1  | 2-0  | 1-3  | 2-1  | 2-2  | 2-1  | 0-1  | 1-3  | 1-0  | 0-2  | 2-0  | –––– | 0-4  |
| Zenit San Pietroburgo  | 1-2  | 3-2  | 2-1  | 3-1  | 1-0  | 2-2  | 3-0  | 5-0  | 8-0  | 3-0  | 3-1  | 7-0  | 3-2  | 2-0  | 2-0  | –––– |

## Spareggio promozione-retrocessione
|                      | Risultati |                      | Luogo e data                    |
| -------------------- | --------- | -------------------- | ------------------------------- |
| Rodina Mosca         | 0 - 3     | Pari Nižnij Novgorod | Mosca, 7 giugno 2023            |
| Pari Nižnij Novgorod | 0 - 2     | Rodina Mosca         | Nižnij Novgorod, 10 giugno 2023 |
|                      |           |                      |                                 |
| Enisej               | 0 - 1     | Fakel Voronež        | Krasnojarsk, 7 giugno 2023      |
| Fakel Voronež        | 2 - 0     | Enisej               | Voronež, 10 giugno 2023         |
|                      |           |                      |                                 |

## Statistiche

### Capoliste solitarie
|    | ——   | —— | —— | ——   | ——                    | ——                    | ——                    | ——                    | ——                    | ——                    | ——                    | ——                    | ——                    | ——                    | ——                    | ——                    | ——                    | ——                    | ——                    | ——                    | ——                    | ——                    | ——                    | ——                    | ——                    | ——                    | ——                    | ——                    | ——                    | —— |  |
|    | CSKA |    |    | Spar | Zenit San Pietroburgo | Zenit San Pietroburgo | Zenit San Pietroburgo | Zenit San Pietroburgo | Zenit San Pietroburgo | Zenit San Pietroburgo | Zenit San Pietroburgo | Zenit San Pietroburgo | Zenit San Pietroburgo | Zenit San Pietroburgo | Zenit San Pietroburgo | Zenit San Pietroburgo | Zenit San Pietroburgo | Zenit San Pietroburgo | Zenit San Pietroburgo | Zenit San Pietroburgo | Zenit San Pietroburgo | Zenit San Pietroburgo | Zenit San Pietroburgo | Zenit San Pietroburgo | Zenit San Pietroburgo | Zenit San Pietroburgo | Zenit San Pietroburgo | Zenit San Pietroburgo | Zenit San Pietroburgo |    |  |
|    |      |    |    |      |                       |                       |                       |                       |                       |                       |                       |                       |                       |                       |                       |                       |                       |                       |                       |                       |                       |                       |                       |                       |                       |                       |                       |                       |                       |    |  |
|    |      |    |    |      |                       |                       |                       |                       |                       |                       |                       |                       |                       |                       |                       |                       |                       |                       |                       |                       |                       |                       |                       |                       |                       |                       |                       |                       |                       |    |  |
| 1ª | 2ª   | 3ª | 4ª | 5ª   | 6ª                    | 7ª                    | 8ª                    | 9ª                    | 10ª                   | 11ª                   | 12ª                   | 13ª                   | 14ª                   | 15ª                   | 16ª                   | 17ª                   | 18ª                   | 19ª                   | 20ª                   | 21ª                   | 22ª                   | 23ª                   | 24ª                   | 25ª                   | 26ª                   | 27ª                   | 28ª                   | 29ª                   | 30ª                   |    |  |

### Classifica marcatori
| Gol |  |  | Giocatore          | Squadra                                          |
| --- |  |  | ------------------ | ------------------------------------------------ |
| 23  |  |  | Malcom             | Zenit San Pietroburgo                            |
| 20  |  |  | Quincy Promes      | Spartak Mosca                                    |
| 19  |  |  | Fëdor Čalov        | CSKA Mosca                                       |
| 14  |  |  | Jhon Córdoba       | Krasnodar                                        |
| 14  |  |  | Vladimir Pisarskij | Orenburg                                         |
| 13  |  |  | Aleksandr Sobolev  | Spartak Mosca                                    |
| 11  |  |  | Nikolaj Komličenko | Rostov                                           |
| 11  |  |  | Mohamed Konaté     | Achmat Groznyj                                   |
| 11  |  |  | Christian Noboa    | Soči                                             |
| 10  |  |  | Maksim Glušenkov   | Kryl'ja Sovetov Samara (5) / Lokomotiv Mosca (5) |
| 10  |  |  | Ivan Sergeev       | Zenit San Pietroburgo                            |
| 10  |  |  | Ėduard Spercjan    | Krasnodar                                        |
| 10  |  |  | Timur Sulejmanov   | Pari Nižnij Novgorod                             |